# Domal Wittol

Werbung für Reinigungsmittel in Eisenbahnen der DDR

Die domal wittol Wasch und Reinigungsmittel GmbH ist ein ehemaliger Produzent von Putz-, Wasch- und Pflegemitteln mit Sitz in Stadtilm, Thüringen.
Im Oktober 2014 wurde das Unternehmen nach Insolvenz von der Global-Cosmed-Gruppe übernommen und firmiert seither unter Global Cosmed domal GmbH.
Das Unternehmen stellte sowohl Eigenmarken (z. B. DOMAX) als auch Private-Label-Produkte für Partner im In- und Ausland her.

## Geschichte
Am Standort Stadtilm begann 1889 die Produktion von Bleiweiß. Ab 1943 wurde hier Elektroisolationsmaterial fabriziert; 1951 folgte die Umorientierung auf die Produktion von Gelatine.
Seit 1968 werden Reinigungsmittel hergestellt.
Im Jahre 1973 folgte die Umbenennung in VEB domal Stadtilm. 1980 bis 1984 gehörte das Unternehmen zum Kombinat VEB Haushaltschemie Genthin, danach zum VEB Chemiekombinat Bitterfeld. Vor der Wende waren bis zu 600 Mitarbeiter im Werk beschäftigt. In der DDR waren die Produkte landesweit verbreitet, insbesondere Rost-, Wasserstein- oder Blutentferner und Reiniger für Toiletten, Backöfen, Teppiche oder Glas. Sie gehören heute zu den verschiedenen DDR-Sammlungen von Museen, etwa dem DDR-Museum Berlin, dem Stadtgeschichtlichen Museum Leipzig, dem Deutschen Historischen Museum oder in Bereklauw bei Amsterdam.
1990 wurde das Unternehmen zur domal GmbH gewandelt. 1993 wurde es zur Tochtergesellschaft der Kruse Chemie KG. Durch die Fusion mit der Wittol Chemie GmbH 2002 entstand die Firma domal wittol Wasch und Reinigungsmittel GmbH.H Im Jahr 2012 erfolgte die Unabhängigkeit von der Kruse Chemie KG. Nach der Wende gelang es der Marke nicht, als klassische DDR-Marke auf dem gesamtdeutschen Markt Fuß zu fassen, und sie verlor auch in der früheren DDR zusehends an Bekanntheit. Dennoch werden die Produkte auch heute von vielen Einzel- und Großhändlern bundesweit vertrieben. 2014 folgten die Insolvenz, die Übernahme durch die Global Cosmed Group und Neugründung als Global Cosmed domal GmbH.

## Marken
Das Unternehmen produziert Eigenmarken in den Bereichen Waschmittel und Wäschepflege sowie Reinigungsmittel.
Waschmittel und Wäschepflege
- Domal
- Frottee
- Triks

Reinigungsmittel
- Domax
- perfekt
- oho
- 3xW